# Ivanhoe
Ivanhoe es una novela histórica del escritor romántico escocés Walter Scott. Trata de una de las primeras y más aclamadas obras del género. Escrita en 1819 y ambientada en la Inglaterra medieval, más precisamente durante el siglo XII, el protagonista de la acción es Wilfredo de Ivanhoe, un joven y valeroso caballero. Fue publicada en tres volúmenes, con una extensión de 401 páginas. El libro mereció los elogios de Thomas Carlyle y de John Ruskin. Forma parte de la serie de novelas Waverley de su autor.

## Argumento introductorio

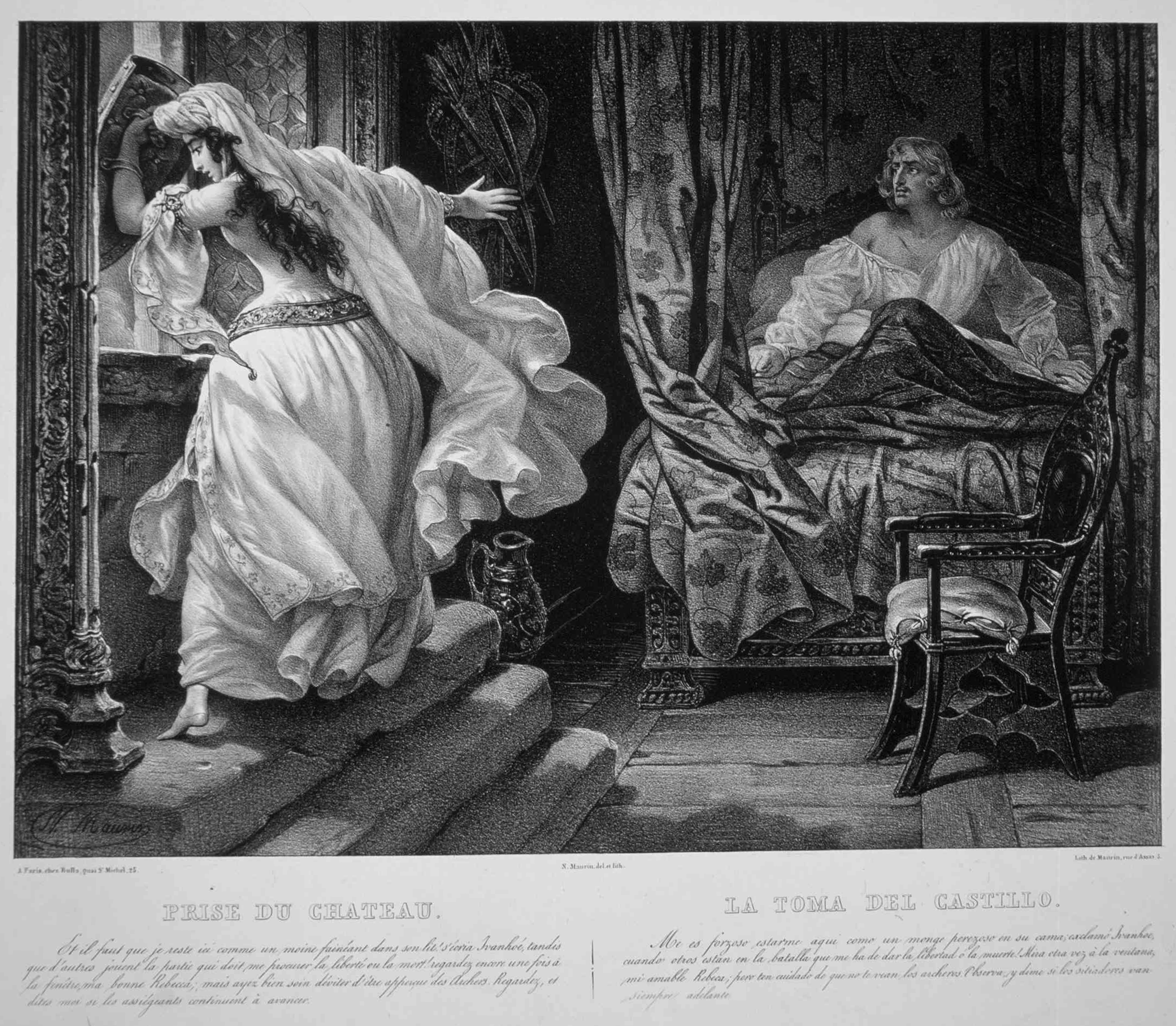
Rebecca e Ivanhoe: La toma del castillo.

Ivanhoe es la historia de una de las familias nobles sajonas en un momento en que la nobleza en Inglaterra era abrumadoramente normanda, tras la derrota sajona en la batalla de Hastings (1066). La novela sigue al protagonista sajón, Sir Wilfred de Ivanhoe, que ha caído en desgracia con su padre por su lealtad al rey normando Ricardo Corazón de León. La historia se fija en 1194, después de la fallida Tercera Cruzada, cuando muchos de los cruzados todavía estaban volviendo a sus hogares de Europa. Se creía que el rey Ricardo, que había sido capturado por el duque Leopoldo de Austria en su viaje de regreso a Inglaterra, todavía estaba en cautiverio.
El legendario Robin Hood, inicialmente bajo el nombre de Locksley, es también un personaje de la historia, al igual que sus "hombres alegres" (Robin´s Merry Men). La caracterización que Scott le dio a Robin Hood en Ivanhoe, ayudó a dar forma a la noción moderna de esta figura como un noble alegre.
Otros personajes importantes incluyen al intratable padre de Ivanhoe, Cedric, uno de los pocos señores sajones que quedaban; varios Caballeros templarios, entre los cuales destaca Brian de Bois-Guilbert, principal rival de Ivanhoe; un buen número de clérigos; forajidos y un juicio a brujas. Los siervos leales: Gurth, el porquerizo y el bufón Wamba, cuyas observaciones puntúan gran parte de la acción; así como el prestamista judío, Isaac de York y su hermosa hija, Rebecca. El libro fue escrito y publicado durante un período de creciente lucha por la emancipación de los judíos en Inglaterra, y hace referencia a frecuentes injusticias contra ellos.

## Personajes

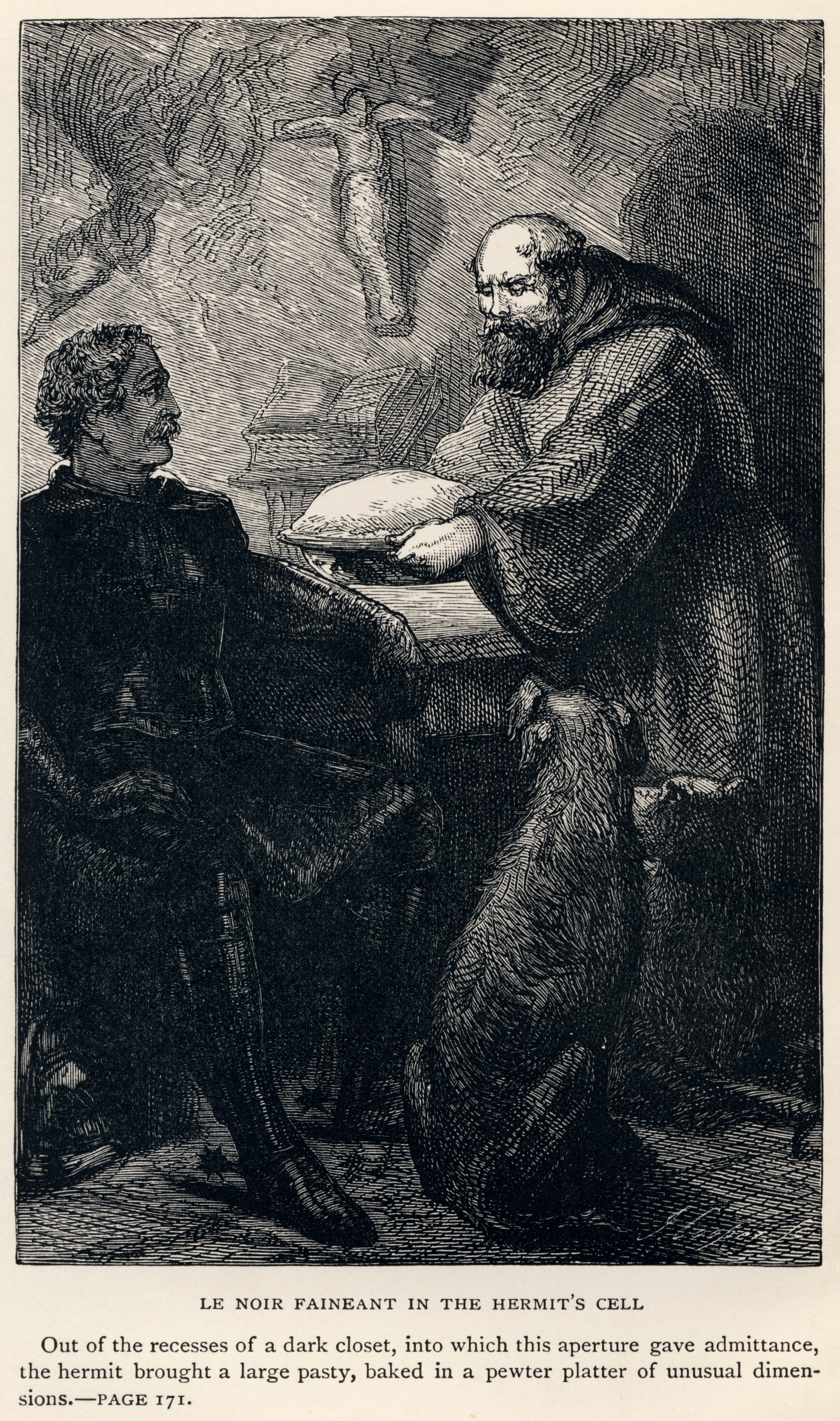
Ricardo Corazón de León y el fraile Tuck, en una ilustración de 1886.

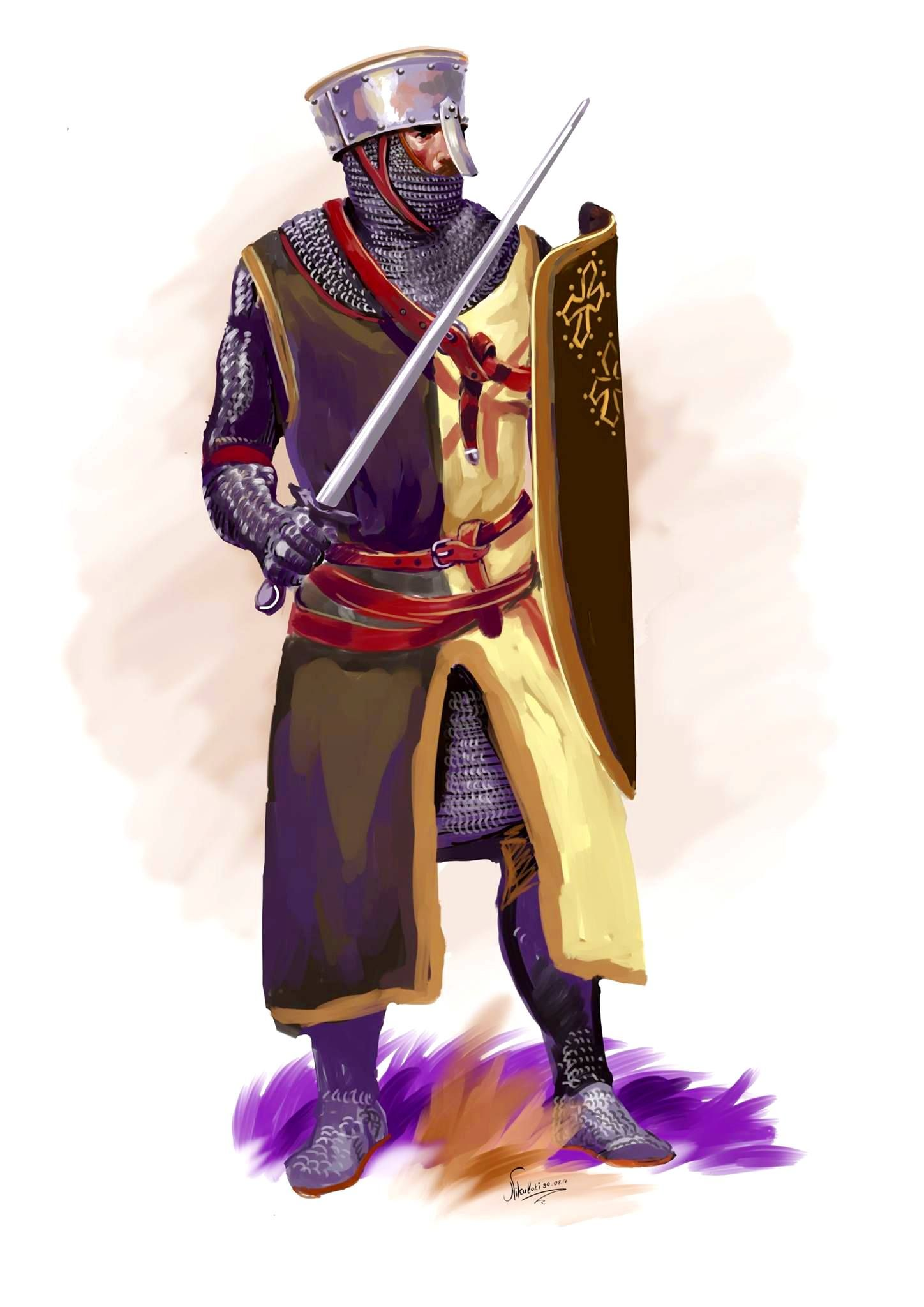
Armadura medieval del.

- Wilfredo de Ivanhoe, caballero e hijo de una familia sajona. En el torneo aparece como el caballero "Desdichado" (en español).
- Rowena, noble sajona, de cautivante belleza, adoptada por Cedric.

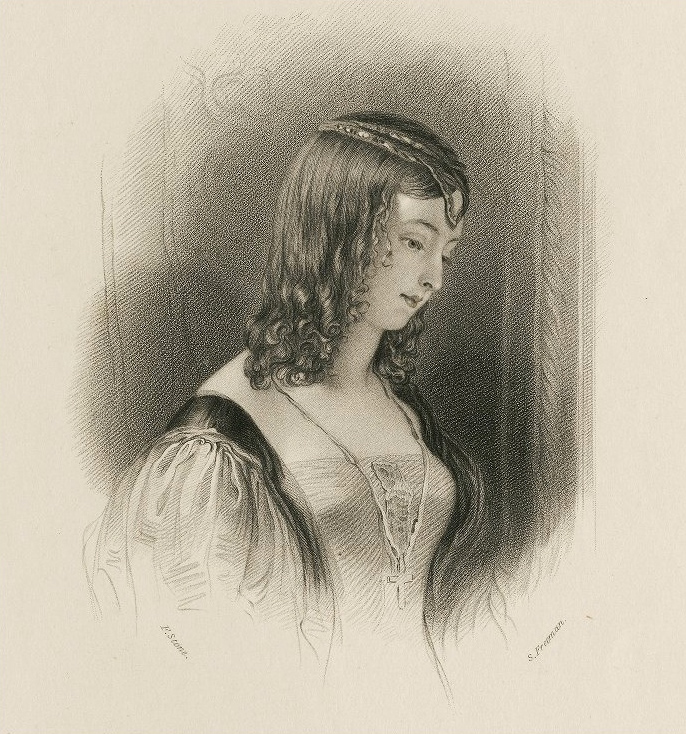
Rowena. S. Freeman, 1832

- Juan sin Tierra, gobernante de Inglaterra.
- Locksley, Robin Hood.
- Ermitaño de Companhurst, nombre recibe el fraile Tuck de las baladas de Robin Hood.
- Brian de Bois-Guilbert, Caballero templario normando.
- Isaac de York, anciano judío, padre de Rebeca.
- Reginaldo «Frente de buey», barón local.
- Prior Aymer, rico sacerdote.
- Cedric, noble sajón padre de Ivanhoe.
- Lucas Beaumanoir, Gran maestre templario.
- Conrado de Montfichet, templario.
- Mauricio de Bracy, normando subordinado de Juan sin Tierra.
- Waldemar Fitzurse, subordinado de Juan sin Tierra.
- Athelstane, último descendiente de la familia real sajona.
- Rebeca de York, primogénita de Isaac de York.
- Ricardo Corazón de León, el rey.
- Wamba, el bufón de Cedric.
- Gurth, el porquerizo de Cedric.

## Ivanhoeen la cultura popular
- En 1850 el novelista William Makepeace Thackeray escribió una continuación de Ivanhoe, llamada Rebeca y Rowena.
- En 1933 el productor Walt Disney realizó un cortometraje, titulado Ye Olden Days (El juglar del rey en España y Los tiempos medievales en Hispanoamérica), que se inspira libremente en la novela de Ivanhoe por Sir Walter Scott.
- En la película de Alfred Hitchcock Shadow of a Doubt (1943), Ivanhoe es leído por el personaje Ann.
- En 1952 se realizó la película Ivanhoe, protagonizada por Robert Taylor.
- Durante 1958 - 1959 Ivanhoe fue una serie de televisión en la que el actor Roger Moore interpretó el rol protagónico.
- En 1986 se estrenó Ivanhoe, una película australiana de animación basada en la novela.
- La banda de rock y metal uruguaya Cross compuso el tema "Ivanhoe" en homenaje a este personaje. Dicha grabación es un demo de 1986, pero nunca llegó a incluirse en algún LP de la banda.
- En 1997 se realizó la miniserie Ivanhoe, protagonizada por Steven Waddington.
- Ivanhoe es mencionado en la obra cinematográfica de la "Carnage" de S. Pollack de 2011, haciendo referencia a la pertenencia y liderazgo de bandas de niños y adolescentes.
- En 2018, se comenzó a emitir en Europa una serie de Cartoon Network titulada El valiente príncipe Ivandoe, una serie de animación parodia, basada en la obra de Sir Walter Scott.[5]